# Burning illusion
『Burning illusion』（バーニング・イリュージョン）は、1986年5月22日に発売された早見優の9枚目のオリジナルアルバム。発売元はトーラスレコード。規格品番は、LP:28TR-2105、CT:28TT-1105、CD:32TX-1032。

## 概要
シングル「西暦1986」のA・B面曲を含む8曲を収録。白井貴子や舘ひろし、矢沢透らが楽曲提供を行っており、当時コンサートで歌える歌とアルバム収録曲とを統一させたいと考えていた早見の意思が反映されたアルバムとなっている。
2012年4月に本作を含むオリジナル・アルバムを全て収めたCD-BOX『Thank YU〜30th Anniversary Special Box〜』が発売された際には、アルバム未収録シングル「Newsにならない恋」や、ベストアルバム『YŪ'S GOODS』収録曲などのボーナス・トラックが8曲追加され『Burning illusion+8』としてDisc-9に収録された。
2023年1月11日には、本作を含む全アルバムおよび全シングルの配信が解禁された。

## 収録曲

### LP／CT
- 作詞：松本一起（特記以外）

#### SIDE A
1. Burning illusion
作曲: 白井貴子 / 編曲: 南部昌江
2. ダウン・タウン・チャーミング
作曲: 白井貴子 / 編曲: 南部昌江
3. ちょっぴりSilly Boy
作曲: 舘ひろし / 編曲: 南部昌江
4. Kiss me tonight
作曲: 舘ひろし / 編曲: 南部昌江

#### SIDE B
1. 西暦1986
作曲: 佐藤健 / 編曲: 大村雅朗
  - 16枚目のシングルA面曲。
2. アリバイのない女たち
作曲: 矢沢透 / 編曲: 南部昌江
3. Hard Luck Woman
作詞・作曲: 茂村泰彦 / 編曲: 川上了
4. クライマックス
作曲: 佐藤健 / 編曲: 大村雅朗
  - 「西暦1986」のB面曲。

### CD
1. Burning illusion
2. ダウン・タウン・チャーミング
3. ちょっぴりSilly Boy
4. Kiss me tonight
5. 西暦1986
6. アリバイのない女たち
7. Hard Luck Woman
8. クライマックス

### Burning illusion＋8
1. Burning illusion
2. ダウン・タウン・チャーミング
3. ちょっぴりSilly Boy
4. Kiss me tonight
5. 西暦1986
6. アリバイのない女たち
7. Hard Luck Woman
8. クライマックス

#### ボーナス・トラック
1. Newsにならない恋
作詞: 澤地隆 / 作曲: CHAGE / 編曲: 伊豆一彦
  - 16枚目のシングルA面曲。
2. 真夏のSNIPER
作詞: 谷穂ちろる / 作曲: 多々納好夫 / 編曲: 伊豆一彦
  - 「Newsにならない恋」のB面曲。
3. I・KI・NA・RI ROCK'N' ROLLER (New Vocal)
作詞・作曲: John Stanley / 編曲: Yutaka Mogi
  - アルバム『YŪ'S GOODS』収録曲。
4. Manatsu no SNIPER (「真夏のSNIPER」の英語バージョン )
作詞: Tommy Snyder・Chiroru Yaho / 作曲: Yoshio Tatano / 編曲: Kazuhiko Izu
  - アルバム『YŪ'S GOODS』収録曲。
5. SEIREKI 1986 (「西暦1986」の英語バージョン )
作詞: MAYUMI・Ikki Matsumoto / 作曲: Ken Satoh / 編曲: Masaaki Ohmura
  - アルバム『YŪ'S GOODS』収録曲。
6. THE LETTER (New Vocal)
作詞・作曲: John Stanley / 編曲: Masaaki Ohmura
  - アルバム『YŪ'S GOODS』収録曲。
7. News ni naranai Koi (「Newsにならない恋」の英語バージョン )
作詞: Tommy Snyder・Takashi Sawachi / 作曲: CHAGE / 編曲: Kazuhiko Izu
  - アルバム『YŪ'S GOODS』収録曲。
8. Coke is it! '86 (西暦1986)
作詞: 松本一起 / 作曲: 佐藤健 / 編曲: 大村雅朗
  - 『コカ・コーラ』CMより。

## 参考資料
- 早見優『Thank YU〜30th Anniversary Special Box〜』（ライナーノーツ）ユニバーサルミュージック、2012年4月18日。UPCY-9201。